# Кришталь Лідія Миколаївна
Лідія Миколаївна Кришта́ль (нар. 18 жовтня 1956, Ісблак) — українська художниця декоративного текстилю; член Спілки художників України з 1993 року та Спілки дизайнерів України з 2003 року.

## Біографія
Народилася 18 жовтня 1956 року в селі Ісблак Баранкульського району Акмолинської області Казахської РСР СРСР (нині Казахстан). Протягом 1974—1976 років навчалася у Харківському художньо-промисловому інституті; 1981 року закінчила Львівський інститут прикладного та декоративного мистецтва, була ученицею Сергія Бабкова, Єлизавети Фащенко. Дипломна робота — гобелен-триптих «Решетилівські килимарниці» (керівник Євген Арофікін; оцінка відмінно, похвала державної екзаменаційної комісії).
У 1981—1982 роках викладала у Миргородському керамічному технікумі; у 1986—1988 роках обіймала посаду головного художника Актюбинського театру ляльок; у 1988—1997 роках викладала у художній школі у селі Вовчику Лубенського району Полтавської області; з 1998 року викладає у Київському університеті технологій та дизайну: з 2010 року — доцент кафедри дизайну. Мешкає у Києві в будинку на вулиці Малій Житомирській, № 15 б.

## Творчість
Працює у галузі декоративно-прикладного мистецтва (створює гобелени). Серед робіт:
- «Над Сулою» (1990);
- «Юрій Змієборець на коні» (1991);
- «Золоте поле» (1992);
- «Вечірні дзвони» (1992);
- «Троїсті музики» (1992);
- «Козак Мамай» (1993);
- «Весняна повінь» (1993);
- «Дорога до храму» (1993);
- «Трійця» (1994);
- «Блакитний птах» (1996);
- «Моя Україна» (1996);
- «Ангел храму» (1996);
- «Тиша» (1996);
- «Срібні тумани» (1997);
- «Відлига» (1998);
- «Пори року» (1998);
- «Око Землі прокинулося» (1998);
- «Великодний» (2000);
- «Кругообіг життя» (2000);
- «Місячна ніч» (2001);
- «Білий сніг на зеленому листі» (2001);
- «Дерево життя» (2001);
- «Карпати» (2002);
- «Кораловий риф» (2004);
- «Кам’яні баби» (2007);
- «Земне тяжіння» (2009).

Бере участь у всеукраїнських, зарубіжних мистецьких виставках з 1983 року. Персональні виставки відбулися у Києві у 2002 році, Варшаві, Томашові-Мазовецькому у 2004 році.